# George Engleheart
George Engleheart (født 26. oktober 1750 i Richmond upon Thames, død 21 marts 1829 i Blackheath) var en engelsk miniaturmaler. 
Engleheart, der var elev af og nær knyttet til Reynolds, hofmaler hos Georg III, var en fremragende maler; trods hans omhyggelige behandling har 
han dog nået at male henimod 5000 portrætter, deriblandt mange af datidens berømtheder (25 miniaturbilleder af kongen). De fleste af Englehearts værker er i engelsk privatbesiddelse.